# 16-я церемония «Грэмми»
16-я церемония вручения премий «Грэмми» состоялась 2 марта 1974 года в Hollywood Palladium, Лос-Анджелес.

## Основная категория
Запись года
- Джоэл Дорн (продюсер) & Роберта Флэк за запись «Killing Me Softly With His Song»

Альбом года
- Стиви Уандер за альбом Innervisions (премию презентовали Шер и Telly Savalas)

Песня года
- Charles Fox & Norman Gimbel (авторы) за песню «Killing Me Softly With His Song» в исполнении Роберта Флэк

Лучший новый исполнитель
- Бетт Мидлер

## Поп
Лучшее женское вокальное поп-исполнение
- Роберта Флэк — «Killing Me Softly With His Song»

Лучшее мужское вокальное поп-исполнение
- Стиви Уандер — «You Are the Sunshine of My Life»

## Кантри
Лучшее женское вокальное кантри-исполнение
- Оливия Ньютон-Джон — «Let Me Be There»

Лучшее мужское вокальное кантри-исполнение
- Чарли Рич — «Behind Closed Doors»

Лучшее вокальное кантри-исполнение дуэтом или группой
- Рита Кулидж & Крис Кристофферсон — «From the Bottle to the Bottom»

Лучшее инструментальное кантри исполнение
- Steve Mandell & Eric Weissberg — «Dueling Banjos»

Лучшая кантри-песня
- Kenny O'Dell (автор) — «Behind Closed Doors» (Чарли Рич, исполнитель)